# Busstation Elandsgracht

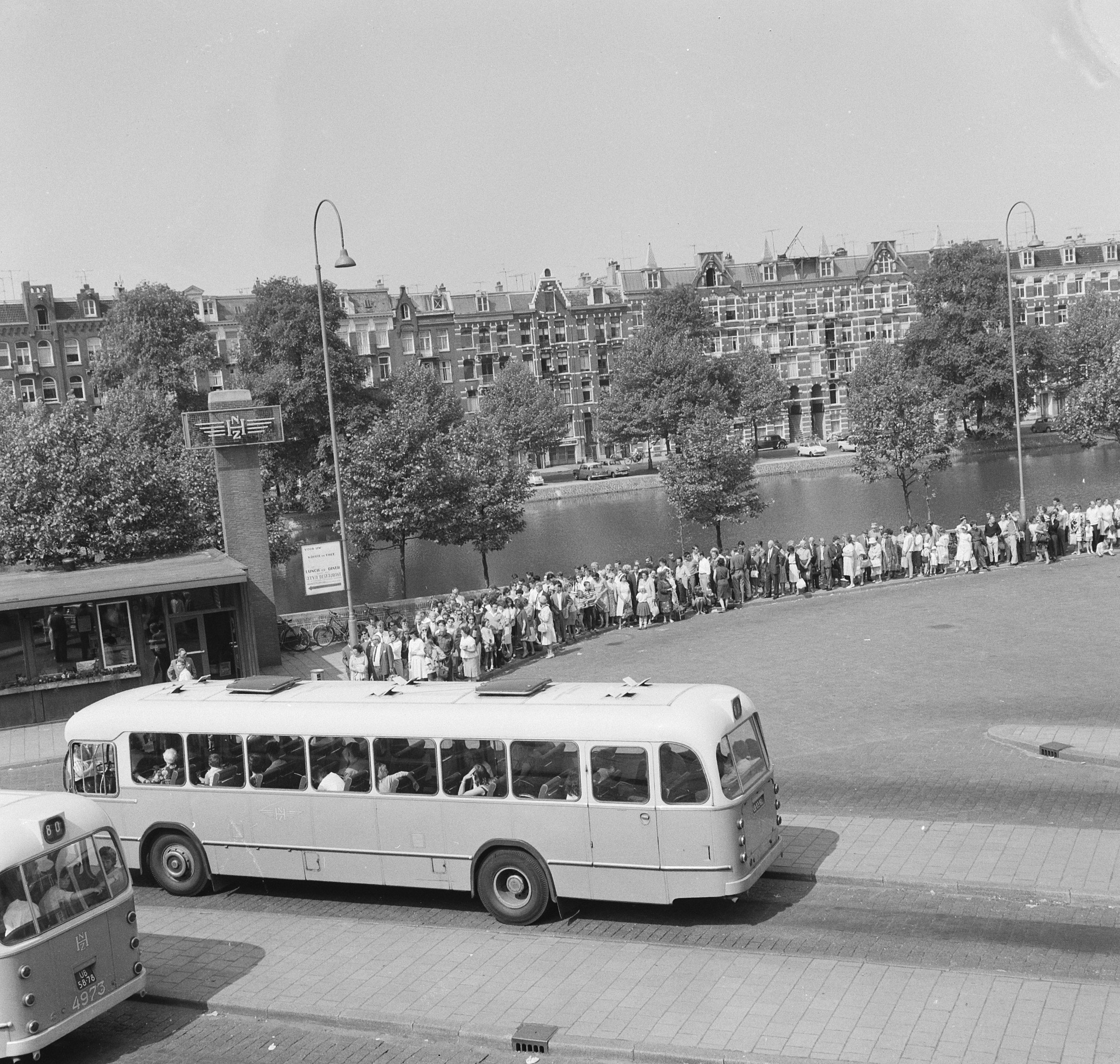
Het busstation met het oude stationsgebouw, met een rij reizigers voor bus 80 (mei 1964)

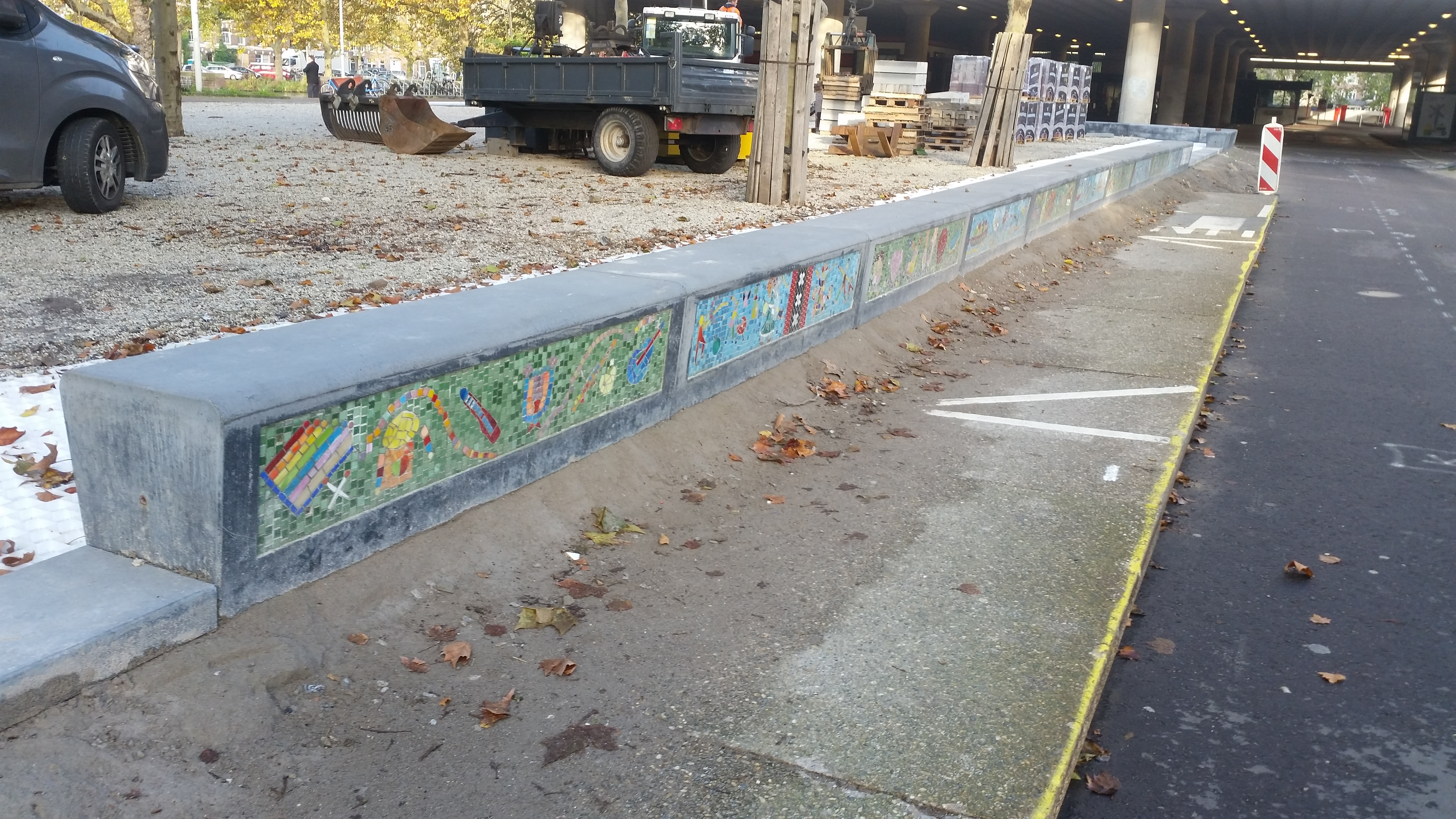
Mozaïekbank (oktober 2019)

Het busstation Elandsgracht is een busstation voor het streekvervoer, op de hoek van de Marnixstraat en de Elandsgracht aan de westelijke kant van het centrum van Amsterdam. Het busstation stond tot december 2014 bekend als busstation Marnixstraat.

## Geschiedenis
Het busstation is in 1957 aangelegd op de locatie van de voormalige Appeltjesmarkt, een groente- en fruitmarkt aan de rand van de buurt de Jordaan. Van 1966 tot 1971 werd naast het busstation de parkeergarage Europarking aangelegd. Sindsdien loopt de route voor de bussen naar het busstation onder deze parkeergarage door. Verschillende malen is het busstation verbouwd. Aanvankelijk waren het visgraatperrons waarbij de kop van de bussen richting Singelgracht stond. Sinds 1981 was er een indeling waarbij de busperrons evenwijdig aan de Marnixstraat en de Singelgracht kwamen.
Het busstation was bestemd voor de NZH, die aan de rand van het Amsterdamse stadscentrum een nieuwe standplaats nodig had voor de vervanging van de tramlijn Amsterdam - Zandvoort (de Blauwe Tram) door lijn 80 per 1 september 1957. Deze lijn had een 10-minutendienst, vervoerde veel forensen en had 's zomers een druk strandvervoer met een nog hogere frequentie en veel extra bussen. Daarom was het busstation ruim bemeten voor deze lijn, aangevuld met versterkingslijn 81 en spitsuurlijn 83 en de zijlijn 85 naar Zwanenburg. In 1968 kwam lijn 72 naar IJmuiden er bij en in 1970 verscheen hier eenmaal per uur ook een bus naar Hillegom van Maarse & Kroon (sinds 1973 Centraal Nederland). Van 1981 tot 1997 werd het busstation ook voor het stadsvervoer van het GVB gebruikt, van 1986 tot 1991 door de Enhabo en van 1994 tot 1999 door Midnet (nachtlijnen). Sinds NZH en Midnet in 1999 opgingen in Connexxion wordt het busstation uitsluitend nog door die busmaatschappij gebruikt.
Naast het busstation lag een langwerpig laag gebouwtje (Elandsgracht 150) aan de kant van de Singelgracht, met voorzieningen voor de buschauffeurs (en tot 1964 ook conducteurs). Aanvankelijk waren hier ook loketten voor informatie en kaartverkoop. Later kreeg ook  Stichting MUSA in een gedeelte van het gebouwtje een onderkomen. Dit gebouw is in het voorjaar van 2015 gesloopt.
Bij ongeregeldheden in de stad werd het busstation soms gebruikt door de mobiele eenheid die daar zijn voertuigen paraat hield vlak bij het hoofdbureau van politie.
Sinds 2007 wordt eenmaal per jaar het busstation enkele dagen gebruikt als festivalterrein van het Jordaanfestival en is dan afgesloten met een hekwerk en niet bruikbaar voor de bussen.
Per december 2014 is de naam van het busstation veranderd van Marnixstraat naar Elandsgracht. In de periode van februari tot augustus 2015 is een nieuwe indeling gerealiseerd waarbij er nog maar één zijperron overbleef met drie haltes die dichter bij de Marnixstraat en gedeeltelijk onder de parkeergarage liggen. Het bij het busstation horende dienstgebouwtje is gesloopt, waardoor er aan de kant van de Singelgracht een grote open ruimte is vrijgekomen dat als evenemententerrein kan worden gebruikt. Het "busstation" zelf wordt nog maar door een viertal buslijnen gebruikt en daarnaast een tweetal nachtlijnen.
Het busstation wordt in 2015 tevens opgefleurd met een lange mozaïekbank naar een ontwerp van Marjolein Wigbold. Zij werkte samen met kinderen uit de buurt aan die bank.
Aan het eind van de jaren tien van de 21e eeuw werd er (weer) gewerkt aan een nieuwe indeling van het busstation. Dit is mede ingegeven omdat steeds minder bussen het als een eindstation gebruiken. Voorts behoort de kruising Marnixstraat en Elandsgracht tot de onoverzichtelijkste kruisingen van de stad. De uitgang wordt verplaatst naar de Elandsgracht. Bij deze opknapbeurt wordt de mozaïekbank een beetje opgeschoven richting Singelgracht. Het werk is in november 2019 afgerond.

## Lijnen
Op het busstation zelf hebben de volgende lijnen hun eindpunt:
| Lijn | Exploitant | Concessie             | Soort     | Route                                                        | Opmerkingen |
| ---- | ---------- | --------------------- | --------- | ------------------------------------------------------------ | ----------- |
| 80   | Connexxion | Haarlem-IJmond        | Streekbus | Amsterdam Elandsgracht - Haarlem - Zandvoort                 |             |
| 357  | Connexxion | Amstelland-Meerlanden | R-net     | Amsterdam Elandsgracht - Amstelveen - Aalsmeer - Kudelstaart |             |
| 397  | Connexxion | Amstelland-Meerlanden | R-net     | Amsterdam Elandsgracht - Schiphol - Hoofddorp - Nieuw-Vennep |             |

Buiten het busstation zijn haltes voor de volgende doorgaande tram- en buslijnen:
| Lijn | Exploitant | Concessie             | Soort    | Route                                                                                            | Opmerkingen              |
| ---- | ---------- | --------------------- | -------- | ------------------------------------------------------------------------------------------------ | ------------------------ |
| 5    | GVB        | Amsterdam             | Tram     | Amstelveen Stadshart - Station Zuid - Leidseplein - Zoutkeetsgracht                              |                          |
| 7    | GVB        | Amsterdam             | Tram     | Slotermeer - Mercatorplein - Leidsplein - Alexanderplein - Azartplein                            |                          |
| 17   | GVB        | Amsterdam             | Tram     | Centraal Station - Kinkerstraat - Station Lelylaan - Osdorp Dijkgraafplein                       |                          |
| 19   | GVB        | Amsterdam             | Tram     | Station Sloterdijk – Bos en Lommer – Leidseplein – Vijzelgracht – Watergraafsmeer – Diemen Sniep |                          |
| N47  | Connexxion | Amstelland-Meerlanden | Nachtbus | Amsterdam Centraal – Amstelveen – Bovenkerk – Uithoorn                                           |                          |
| N57  | Connexxion | Amstelland-Meerlanden | Nachtbus | Amsterdam Centraal - Amstelveen - Aalsmeer                                                       | nachtversie van lijn 357 |
| N80  | Connexxion | Haarlem-IJmond        | Nachtbus | Amsterdam Leidseplein → Haarlem → Beverwijk                                                      |                          |
| N83  | GVB        | Amsterdam             | Nachtbus | Centraal Station - Osdorp                                                                        |                          |
| N84  | GVB        | Amsterdam             | Nachtbus | Centraal Station - Zuid - Amstelveen                                                             |                          |
| N88  | GVB        | Amsterdam             | Nachtbus | Centraal Station – West – Nieuw Sloten                                                           |                          |
| N97  | Connexxion | Amstelland-Meerlanden | Nachtbus | Amsterdam Centraal – Stadionplein – Schiphol – Hoofddorp – Nieuw-Vennep                          | nachtversie van lijn 397 |